# Hoshiarpur
Hoshiarpur (en punyabí: ਹੁਸ਼ਿਆਰਪੁਰ) es una ciudad de la India, centro administrativo del distrito de Hoshiarpur, en la region Doaba del estado de Punyab. 
El nombre de la ciudad significa «ciudad de santos». 

## Geografía
Se encuentra a una altitud de 320 m s. n. m. a 164 km de la capital estatal, Chandigarh, en la zona horaria UTC +5:30.

## Demografía
Según el censo de la India de 2011, Hoshiarpur tenía una población de 189.371. Los hombres constituyen el 50,9% de la población y las mujeres el 49,1%. Hoshiarpur tiene una tasa de alfabetización promedio del 85,40%, en comparación con el 81,00% de 2001. La alfabetización masculina es del 89,90% y la alfabetización femenina es del 80,80%. En Hoshiarpur, el 10% de la población tiene menos de 11 años.
| Religión en la ciudad de Hoshiarpur | Religión en la ciudad de Hoshiarpur | Religión en la ciudad de Hoshiarpur | Religión en la ciudad de Hoshiarpur | Religión en la ciudad de Hoshiarpur |
| ----------------------------------- | ----------------------------------- | ----------------------------------- | ----------------------------------- | ----------------------------------- |
| Religión                            |                                     |                                     |                                     |                                     |
| Hinduismo                           | Hinduismo                           |                                     | 75.67 %                             | 75.67 %                             |
| Sijismo                             | Sijismo                             |                                     | 21.45 %                             | 21.45 %                             |
| Jainismo                            | Jainismo                            |                                     | 0.93 %                              | 0.93 %                              |
| Islam                               | Islam                               |                                     | 0.78 %                              | 0.78 %                              |
| Otros                               | Otros                               |                                     | 1.17 %                              | 1.17 %                              |

## Historia
Las exploraciones arqueológicas durante los últimos años han revelado la antigüedad del distrito de Hoshiarpur hasta el período Harappa (la civilización del valle del Indo). Sobre la base de la exploración de la superficie, se han incluido 25 nuevos sitios en el mapa arqueológico de la India y también se han detectado huellas de las mismas personas que en Harappa y Mohenjadaro en el distrito de Hoshiarpur.